# Андрија Мутњаковић
Андрија Мутњаковић (Осијек, 29. новембар 1929) хрватски и југословенски је архитекта и академик.

## Биографија
Рођен је 1929. године у Осијеку. У родном граду је завршио гимназију, а дипломирао на Архитектонском факултету у Загребу. Након факултета, деловао је у радионици архитекте Драге Иблера у Загребу.
Године 1990, је добио годишњу награду Владимир Назор за урбанизам, а 2003. исту награду, али за животно дело на подручју архитектуре и урбанизма.
Редовни је члан Хрватске академије знаности и умјетности.

## Реализована дела
- Национална и универзитетска библиотека Косова, Приштина, 1971−1982.
- Дом Црвеног крста, Нови Винодолски, 1980.
- Дом синдиката на Медведници, Загреб, 1986.
- Музичка школа, Вараждин, 1980.
- Основна школа „Гранешина“, Загреб, 1986.
- Гимназија Луцијана Врањанина, Загреб, 1990.
- Туристичко насеље Дуга увала, Пула, 1973−1993.
- Хотел „Croatia“, Дуга увала, Пула, 1991.
- Католички школски центар Дон Боско, Жепче, 1997−2010.